# Septfonds
Septfonds är en kommun i departementet Tarn-et-Garonne i regionen Occitanien i södra Frankrike. Kommunen ligger i kantonen Caussade som tillhör arrondissementet Montauban. År 2022 hade Septfonds 2 254 invånare.

## Befolkningsutveckling
Antalet invånare i kommunen Septfonds
| Referens: INSEE |